# المعهد الوطني للإحصاء (إيطاليا)

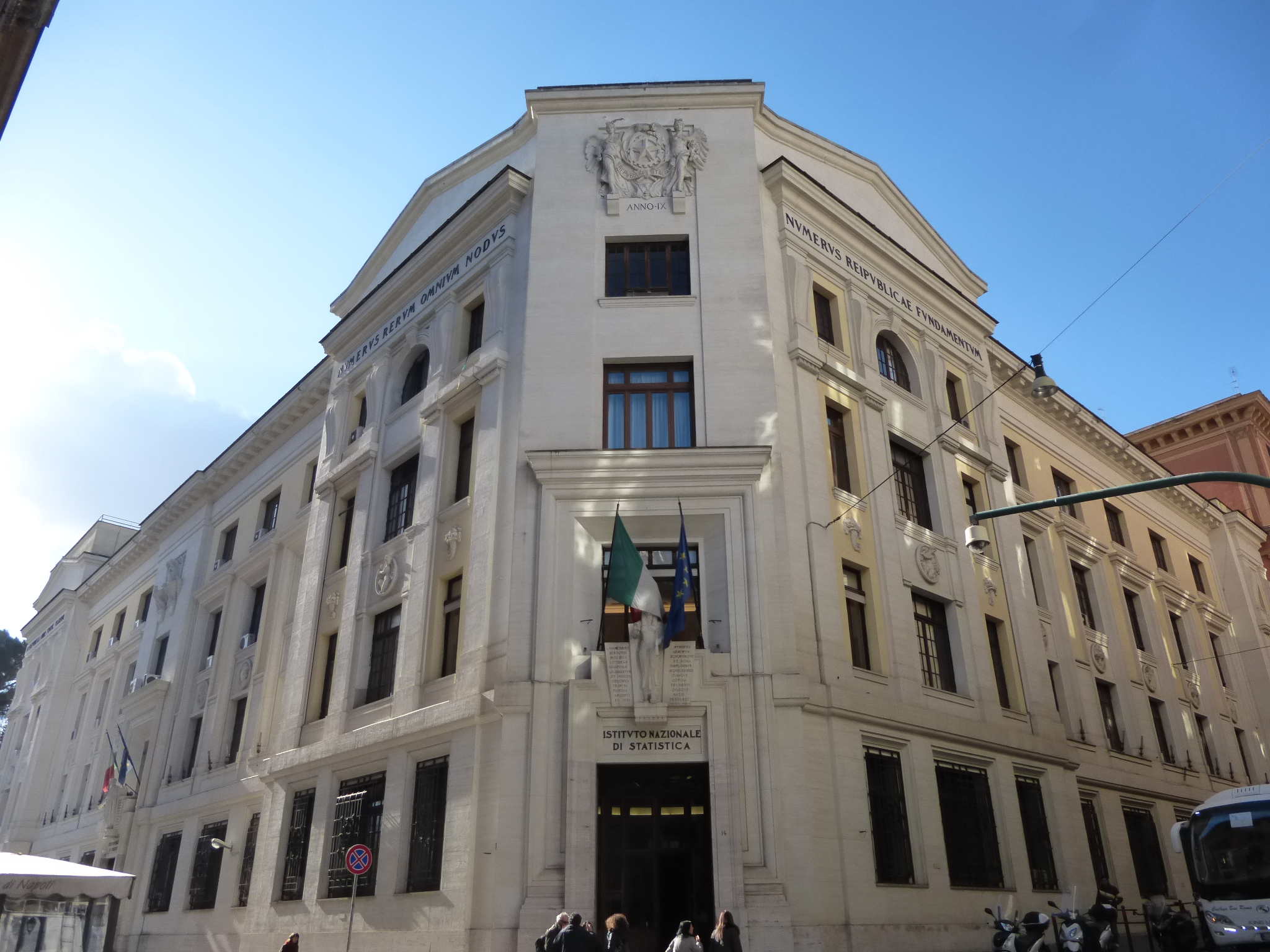
المقر الرئيسي للإستات في روما.

المعهد الوطني الإيطالي للإحصاء (بالإيطالية: Istituto Nazionale di Statistica)‏ أو اختصارا إستات ISTAT.

## التاريخ
تاسس المعهد عام 1926 بهدف جمع وتنظيم البيانات الإحصائية الاساسية للبلاد. وأخذ شكله الحالي بعد إصلاحات عام 1989. كما أدت لأخذ المعهد على عاتقه المسؤولية القانونية للتنسيق ووضع المعايير الملائمة للإحصاءات والتعدادات الرسمية التي تنشر وتُجمع تحت إشراف نظام الإحصاء الوطني سيستان (SISTAN)، وتشمل عضوية الأخير المكاتب الإحصائية الخاصة بالوزارات والوكالات الوطنية والمناطق والمقاطعات والكومونات وغرف التجارة وغيرها من الهيئات المماثلة.

## نقاط الوصول

### مكاتب المعلومات
لدى معهد الإحصاء 18 مكتب إقليمي في جميع أرجاء إيطاليا وتستضيف هذه المكاتب نقاط وصول خاصة بالعموم يطلق عليها اسم «مركز المعلومات الإحصائية». كما يقدم مركز العاصمة روما معلومات من يوروستات.

### مكتبة
يوجد مكتبة عامة تحوي منشورات معهد الإحصاء تأسست عام 1926، كما تضم المكتبة مجموعة من الأعمال حول المواضيع الإحصائية والاقتصادية-الاجتماعية ودوريات صادرة عن المنظمات الدولية (منظمة الأغذية والزراعة، منظمة التعاون الاقتصادي والتنمية، صندوق النقد الدولي...إلخ) ومؤسسات إحصاء بلدان أخرى. وتتتضمن مجموعة المكتبة 400,000 مجلد ويصلها 2800 دورية. وتوجد 1500 مجلد يعود تاريخ طباعتهم إلى ما قبل عام 1900.

## وصلات خارجية
- الموقع الرسمي (بالإنجليزية)
- سيستان (SISTAN)